# Sayeman Bula-Bula
Sayeman Bula-Bula (* 31. August 1950 in Ebonda) ist ein kongolesischer Jurist und Professor für Völkerrecht an der Universität Kinshasa.

## Ausbildung und akademischer Werdegang
Sein Studium der Rechtswissenschaften an der Universität Kinshasa schloss Bula-Bula 1976 mit einem Bachelor ab. Anschließend trat er in den Universitätsdienst ein und arbeitete an seiner Alma Mater als Dozent. 1985 promovierte er an der Université catholique de Louvain in Belgien. Seit 1987 ist er an der Universität Kinshasa als Professor angestellt und gibt unter anderem Vorlesungen zum See- und Umweltvölkerrecht sowie auf dem Gebiet des Humanitären Völkerrechts. Von 1988 bis 1994 war Bula-Bula neben seiner Tätigkeit in Lehre und Forschung mit der Betreuung der von der Juristischen Fakultät der Universität Kinshasa durchgeführten akademischen Programme beauftragt. Im akademischen Jahr 1994/1995 fungierte er als Interimsdekan der Juristischen Fakultät und übernahm im darauffolgenden Jahr zeitweise die Stelle des Universitätskanzlers.

## Tätigkeiten außerhalb der Hochschule

### Tätigkeit als Berater
Neben seiner Tätigkeit als Professor war Bula-Bula schon mehrfach auf nationaler und internationaler Ebene als Berater tätig. So unterstützte er die Weltbank 1989 bei der Ausarbeitung des Third Water Supply Project für Zaire. Zwischen 1998 und 2009 beriet er verschiedene kongolesische Ministerien in Fragen der internationalen Zusammenarbeit und leitete von 2002 bis 2004 die Kommission zur Bekämpfung von Korruption.

### Tätigkeit als Richter
1999 war Bula-Bula Mitglied eines Schiedsgerichts zum Schutz der Meeresumwelt, das vom Umweltprogramm der Vereinten Nationen eingesetzt wurde. Im Jahr 2000 wurde er im Fall Arrest Warrant of 11 April 2000 vom Internationalen Gerichtshof zum Ad-hoc-Richter bestellt. Seit 2001 ist er Mitglied des Ständigen Schiedshofs. 2008 wurde Bula-Bula von seinem Heimatland als Richter am Internationalen Gerichtshof nominiert. Die Kandidatur wurde jedoch nach dem dritten Wahlgang zurückgezogen. Eine Kandidatur als Richter am Internationalen Seegerichtshof scheiterte 2011 ebenfalls.

## Sonstiges
Bula-Bula ist verheiratet und Vater von zwei Kindern. Er spricht fließend Englisch und Französisch.

## Publikationen (Auswahl)
- Droit international humanitaire. Academia-Bruylant, Louvain-la-Neuve 2010, ISBN 978-2-87209-990-0.
- Pour l'épanouissement de la pensée juridique congolaise: liber amicorum Marcel Antoine Lihau. Bruylant, Brüssel 2006, ISBN 2-8027-2261-1.
- Les immunités pénales et l'inviolabilité du ministre des Affaires étrangères en droit international : principe, caractères, portée, exceptions, limites, sanstions. Presses de l'Université de Kinshasa, Kinshasa 2004.